# Вилхелм III фон Мандершайд
Вилхелм III фон Мандершайд (на немски: Wilhelm III von Manderscheid; * пр. 1271; † 1313) е благородник от фамилията фон Керпен-Мандершайд и рицар.
Той е син на рицар Вилхелм II фон Мандершайд († сл. 1270) и Гертруд фон Вирнебург, дъщеря на граф Херман V фон Вирнебург († сл. 1192) и Луитгард фон Насау († пр. 1222).
Баща му Вилхелм II фон Мандершайд и брат му Дитрих/Теодерих III († сл. 1265) разделят наследството през средата на 13 век. Баща му Вилхелм получава Мандершайд, а Дитрих/Теодерих III става господар на Керпен. През 1461 г. линията Мандершайд е издигната на имперски граф. През 1488 г. родът се разделя на три линии, които по-късно чрез наследство отново се обединяват.

## Фамилия
Вилхелм III фон Мандершайд се жени за Алайд фон Долендорф († 1299), дъщеря на Герлах I фон Долендорф († 1264) и Мехтилд фон Изенбург († 1290), дъщеря на Хайнрих I фон Изенбург-Гренцау († пр. 1227) и Ирмгард фон Бюдинген († сл. 1220). Те имат десет деца:
- Жанета фон Мандершайд († сл. 1328), омъжена за рицар Якоб фон Дуделсдорф († сл. 1328)
- Вилхелм Стари фон Мандершайд († сл. 1367), рицар, женен пр. 14 април 1309 г. за Йоханета фон Бланкенхайм († сл. 1358), дъщеря на Герхард V фон Бланкенхайм († 1309) и Ирмезинде/Ирмгард де Дурбуй /Люксембург († сл. 1308); имат 11 деца
- Фридрих фон Мандершайд († сл. 1353)
- Конрад фон Мандершайд (* пр. 1296)
- Елизабет фон Мандершайд († сл. 1300), омъжена за Теобалд фон Мирварт († сл. 1300)
- Ирмгард фон Мандершайд († сл. 1320), омъжена I. за Йохан фон Холенфелс († сл. 1320), II. (1300) за Хайнрих фон Райфершайдт († сл. 1322)
- Мехтилд фон Мандершайд († сл. 1350)
- Юта фон Мандершайд († сл. 1320), омъжена за рицар Йохан I фон Хелфенщайн († пр. 1320); или за Йохан I фон Мюленбах, байлиф на Монтабаур († 23 октомври 1320)
- Агнес фон Мандершайд (* пр. 1296)
- Ерменгарда фон Мандершайд († пр. 10 август 1349), омъжена I. за Йохан фон Холенфелс, съдия в Люксембург († сл. 1348), II. 1321 г. за Хайнрих фон Малберг († сл. 1363)

Вилхелм III фон Мандершайд се жени втори път сл. 1299 г. за Юта фон Ройланд († сл. 1343), дъщеря на Дитрих фон Ройланд († 1296/1299) (в Белгия) и Мехтилд фон Гимних († сл. 1292). Те имат пет деца:
- Вилхелм фон Мандершайд Млади († 1 януари/12 август 1374), господар на Нохфелден и Децем, женен I. за Аделхайд фон Кунтциг († 1370), II. за Аделхайд фон Фишбах (* ок. 1318; † 1 януари/16 май 1370); има общо 9 деца
- Мехтилд фон Мандершайд († сл. 1342), омъжена I. за Хайнрих фон дер Лайен († 16 август 1342), II. за Фридрих фон Бофорт
- Йохан фон Мандершайд (+ сл. 1374)
- Герхард фон Мандершайд
- Конрад фон Мандершайд

Юта фон Ройланд се омъжва втори път сл. 1313 г. за Йохан „Стари“ фон дер Фелс († 1357).